# Al-Harra, Syria
Al-Harra (tiếng Ả Rập: الحارّة, đã Latinh hoá: al-Hārrāh), cũng đánh vần Khirbet al-Harra; dịch: "Hot") là một thị trấn ở miền nam Syria, thuộc chính quyền của quận al-Sanamayn của tỉnh Daraa. Nằm ở đồng bằng Hauran, nó là 55 kilômét (34 mi)  về phía bắc Daraa, và ngay phía đông Bir Ajam và Cao nguyên Golan, phía tây bắc Jasim, phía tây al-Sanamayn và phía tây nam của Kafr Shams. Trong cuộc điều tra dân số năm 2004 của Cục Thống kê Trung ương, al-Harra có dân số 17.172.

## Lịch sử
Al-Harra nằm ở phía đông nam của Tell al-Harra. Cả hai trang web đều nhận được tên của họ từ vua Ghassanid al-Harith ibn Jabalah; Ḥāra là một hình thức cắt xén của Ḥārith. Ngọn đồi đã được biết đến vào thời Ghassanids là "Harith al-Jawlan". Theo Irfan Shahid, những tàn tích được tìm thấy ở al-Harra có thể hỗ trợ cho quan điểm rằng thị trấn có từ thời Ghassanid.

### Thời đại Ottoman
Năm 1596 al-Harra xuất hiện trong sổ đăng ký thuế của Ottoman dưới tên Han, nằm ở nahiya (thuộc địa) của Jaydur ở Hauran Sanjak. Nó có một dân số hoàn toàn Hồi giáo gồm 50 hộ gia đình và 25 cử nhân. Họ đã trả mức thuế cố định 25% cho các sản phẩm nông nghiệp, bao gồm lúa mì, lúa mạch, vụ hè, dê và tổ ong; ngoài các khoản thu thường xuyên. Tổng số thuế của họ là 36.638 akçe, với một nửa trong số đó sẽ thuộc về waqf (tín ngưỡng tôn giáo).
Năm 1897, Gottlieb Schumacher đến thăm al-Harra và báo cáo rằng ngoại trừ hai gia đình Kitô giáo Ả Rập nhỏ bé gốc Damascus, dân số 500 người trong thị trấn hoàn toàn theo đạo Hồi. Những cư dân đã được fellahin có nguồn gốc từ các thị trấn lân cận của Jasim và Zimrin người giải quyết một trong những du mục Bedouin của khu vực. Nhiều người sau đó tiếp tục chăn thả cánh đồng của họ ở al-Harra. 126 cư dân trong làng bao gồm chủ yếu là những túp lều bằng đá. Ngôi làng được xây dựng xung quanh phần phía đông của một miệng núi lửa nhỏ ở căn cứ phía đông nam của độ cao Tell al-Harra). Vào thời điểm đó, tài sản của al-Harra thuộc sở hữu của Selim Freige ở Beirut và vùng đất nông nghiệp của nó được quản lý bởi Yusuf Effendi Mansur Hatim thay mặt Freige. PEF đã tìm thấy những viên đá xây dựng cổ xưa giống như những cổ vật thời Byzantine khác ở vùng Hauran ngay bên ngoài nhà thờ Hồi giáo của thị trấn và được sử dụng trong cửa hàng địa phương.

### Cuộc nổi dậy Syria năm 2011
Một số cư dân của al-Harra đã tham gia các cuộc biểu tình chống lại chính phủ Bashar al-Assad trong cuộc nổi dậy Syria 2011-2012 đang diễn ra. Tổ chức Nhân quyền Quốc gia liên kết đối lập ở Syria đã báo cáo 13 người đã bị Quân đội Syria giết chết trong một cuộc pháo kích vào al-Harra vào ngày 12 tháng 5 năm 2011  Sau đó, vào ngày 30 tháng 8, ba người biểu tình, bao gồm một cậu bé 13 tuổi, đã bị lực lượng chính phủ giết chết ở al-Harra khi họ giải tán một cuộc biểu tình ở đó theo Ủy ban Điều phối Địa phương của Syria.

### Nội chiến Syria
Vào ngày 10 tháng 8 năm 2013, Quân đội Syria đã chiếm giữ thị trấn, trước đây nằm dưới sự kiểm soát của phe đối lập. Họ giải phóng các tù nhân do Quân đội Syria Tự do (FSA) nắm giữ và bắt giữ vũ khí và đạn dược, sau chiến thắng của họ. Quân đội báo cáo đã tìm thấy một ngôi làng gần như trống rỗng khi họ đến, vì đại đa số cư dân đã rời bỏ nhà cửa do các hoạt động quân sự đang diễn ra. Al-Harra đã bị phiến quân Syria bắt giữ trong cuộc tấn công Daraa vào tháng 10/2014. Họ cũng bắt được Tell al-Harra, ngọn đồi nằm cạnh thị trấn và là địa điểm của Trung tâm C, một trạm nghe tín hiệu tình báo Syria của Syria. Vào ngày 16 tháng 7 năm 2018, Quân đội Syria đã chiếm được thị trấn.